# Агапит Маркушевский
Агапит Маркушевский († 21 мая 1585) — святой преподобномученик Русской православной церкви.
Память 21 мая (3 июня).

## Рукопись епископа Варнавы
Сведений о святом Агапите почти не сохранилось.
В 1712 году новопосвящённый епископ Холмогорский Варнава (Волатковский) добирался из Москвы в свою епархию.
От Вологды путь его проходил по реке Сухоне.
У Берёзовой Слободки пришлось остановиться, так как была середина октября и река начала покрываться льдом.
В 15 вёрстах от Сухоны находился Маркушевский Никольский монастырь.
Туда и отправилась вся свита, чтобы дождаться установления зимнего санного пути.
Пробыли в нём три недели.
К удивлению епископа Варнавы, в монастыре не оказалось никакого описания создания монастыря и каких-либо примечательных событиях.
Поэтому он дал распоряжение своей свите пересмотреть монастырский архив и на основании найденных грамот и разных монастырских записей составить описание жизни основателя монастыря и чудес, происшедших от принесённой им иконы святителя Николая.
Созданную рукопись преосвященный Варнава заверил своей подписью.

## Жизнеописание
Из этого описания известно, что преподобный Агапит несколько лет подвизался в Сольвычегодском Борисоглебском монастыре.
О месте его рождения и звании, о времени и месте его пострижения в монахи, о длительности пребывания в Сольвычегодске достоверных данных нет.
Но есть предание, что пострижен он был в Соловецком монастыре.
Вероятно он был постриженником святого Филиппа, вышел из Соловецкого монастыря после 1568 года, при недостойном преемнике его Паисии.
Находясь в Борисоглебском монастыре, преподобный Агапит, в марте 1576 года тяжело заболел и не вставал с постели почти целый месяц.
Болезнь его всё усиливалась.
Поэтому он потерял надежду на выздоровление.
В 27 день болезни вдруг чудесным образом явилась ему икона святителя Николая.
Он услышал голос, приказваший ему перенести эту икону в пустынное место на реки Маркушу и Тарногу, построить там церковь и иноческую обитель.
Преподобный удивился этому повелению, потому что не мог даже встать с постели.
Но вдруг тотчас же почувствовал себя полностью выздоровевшим.
В изумлении и радости он упал на колени перед чудом явившейся иконой, долго молясь и благодаря милостивого Бога и святителя Николая за чудесное исцеление от болезни.
По неизвестной причине Агапит замедлил в монастыре.
Но снова услышав тот же самый голос, велевший перенести икону в назначенное место, отправился в путь.
Во время дальнего путешествия из Сольвычегодска до Маркуши, когда Агапит начинал сомневать в успехе начинаемого им дела, ещё два раза слышал тот же голос.
Невидимый спутник показывал ему своё присутствие, рассеивал сомнения, уверял в своей помощи.
Агапит предал себя Промыслу Божию.
Придя в  назначенное место на берег реки Маркуши недалеко от впадения её в реку Тарногу нужно было выбрать место для святой иконы.
Три раза устраивал он для неё помещение в разных местах по обоим берегам Маркуши.
Но на другой день чудесным образом находил её на одном и том же месте на берегу.
Здесь он построил вначале небольшую часовню для иконы, потом свою келию.
Стал подвизаться в непрестанных трудах, посте, молитвах.
Часовня эта как памятник трудам святого сохранялась до XX века.
Место был глухим и пустынным.
Леса и болота отделяли его от селений.
Не было дорог, мостов через реки и ручьи.
Окрестные жители вскоре узнали о старце, стали приходить к нему.
Одним было любопытно посмотреть, другие шли поклониться чудотворной иконе святителя Николая, иные чтобы получить благословение старца и совет в деле спасения души.

«И начаша мнози в пустыню сию приходити, приводяще недужныя своя, и быша многа исцеления, о чесом преподобный радовася духом».

Появились желающие жить здесь и разделять труды старца.
Нашлись желающие помочь материально в построении церкви и обители.
С их помощью преподобный Агапит 20 июля того же года заложил холодную деревянную церковь во имя святителя Николая, потом вторую тёплую в честь Благовещения Пресвятой Богородицы с приделом во имя праведного Прокопия Устюжского, с келарскою и трапезою.
В 1578 году церкви были достроены и готовы к освящению.
Преподобный Агапит отправился в Москву получить благословение на их освящение от митрополита Антония и выпросить от царя Иоанна Васильевича землю на содержание обители и разрешение построить мельницу на реке Лохте.
Получив просимое преподобный возвратился в обитель.
7 сентября 1579 года освятили холодную Никольскую церковь и перенесли в неё чудотворную икону святителя из часовни.
Вскоре освятили Благовещенскую церковь, приготовили все службы для общежития.
Построили мельницу на реке Лохте на расстоянии 40 вёрст от монастыря.
Таким образом за три года трудами своего строителя Агапитова пустынь возникла из ничего среди дремучего леса.
После обеспечения материальной стороны проживания в пустыни, преподобный Агапит принялся за созидание духа истинного пустынножительства, уча братию словом и живым примером.

«Бе бо житием благ, всевременному прилежай воздержанию, бдению, посту и молитве, и толикому вдаде плоти умерщвлению, яко выну венцами железными рамена и чресла своя связав хождаше даже до кончины своея».

Блаженный Агапит живя на земле старался жить по-ангельски.
Не всем понравилось устройство в этой местности пустыни и нахождение в ней пустынников.
Появились недоброжелатели.
Одни из окрестных жителей любили и почитали старца, другие испытывали прямо противоположные чувства.
Может быть они завидовали благосостоянию и отличному хозяйству обители, может опасались, что постепенно все земельные угодья и пустоши перейдут во владение монастырю.
Особенно были недружелюбны к преподобному жители деревни Камкина, считая, что со смертью настоятеля перестанет существовать и сама обитель.
Братия, зная это, охраняли старца, старались всегда сопровождать его.

## Мученическая кончина
В мае 1585 года на 8 году жительства здесь преподобного, отправился он на лошади на монастырскую мельницу на реку Лохту для исправления повреждений, причинённых весенним разливом.
В поездке его сопровождали только два послушника: Феодор и Андрей.
Узнав об этом жители деревни Камкина стали поджидать его.
21 мая Богдашка Ляхов с другими напали на возвращавшихся в монастырь.
Убив всех троих, бросили тела их в реку Уфтюгу, чтобы быстрая вода унесла их подальше от того места и никто не смог заподозрить их.
Для этого с тела преподобного были сняты его тяжёлые вериги и брошены отдельно в реку.
Предание сообщает, что лошадь преподобного вырвалась из рук убийц, прибежала к монастырю, ржанием указывая на случившееся несчастье, и снова убежала обратно к месту убийства.
Так повторялось несколько раз.
Увидев одну лошадь, встревоженно ржущую и куда-то убегающую, братия подумали о возможно случившемся несчастье.
Поэтому сразу пошли по дороге к мельнице.
Долго искали они старца и двух послушников и в оврагах, и в лесу около дороги.
Согласно преданию, придя на берег Уфтюги, увидели железные вериги преподобного Агапита, плавающие на одном месте на поверхности воды как будто они были лёгкими как дерево.
Под ними нашли тела убитых, хотя  вода в Уфтюге в то время была ещё большой и течение быстрым.
С горем и слезами братия перенесли тела убиенных мучеников в обитель.
С большой честью к старцу основателю погребли преподобного Агапита в самом монастыре между созданными им церквями.
Над могилой построили часовню.
Вериги положили на его гробницу.
Многие годы существования Маркушевского монастыря мощи преподобного почивали в этой часовне.
После постройки каменной приходской церкви мощи стали находиться на южной стороне холодного храма в склепе.